# Embolemus ruddii
Embolemus ruddii (лат.) — вид мелких хризидоидных ос рода Embolemus из семейства Embolemidae. Европа (от Испании, Норвегии и Франции до России), Сибирь, Дальний Восток (Приморский край), Корея.

## Описание
Длина самки от 4 до 5 мм, самца — от 2,3 до 2,8 мм. Основная окраска красновато-коричневая (голова и брюшко до жёлтого). Усики с длинными члениками. Характерен половой диморфизм: самки с редуцированными крыльями или бескрылые, а самцы крылатые. Заднее бедро слабо дорзально-базально выпуклое. Ролнотум без латерального киля перед тегулами. Глаза мелкие и отдалены от мест прикрепления усиков к голове. Вид был впервые описан в 1833 году английским энтомологом Джоном Обадия Вествудом.
Мирмекофильные связи подтверждаются отдельными находками. Английский мирмеколог Гораций Донистороп (Donisthorpe H., 1927) обнаружил вид Embolemus ruddii вместе с муравьями Formica fusca Linnaeus, а М. Консани (Consani M., 1948) нашёл их вместе с муравьями Lasius flavus (Fabricius).